# Сюмерткасы
Сюмерткасы́ (чув. Çĕмĕрткасси) — деревня в Моргаушском районе Чувашской Республики. Входит в состав Юськасинского сельского поселения.

## География
Находится в северо-западной части Чувашии, на расстоянии приблизительно 12 км на юг-юго-запад по прямой от районного центра села Моргауши.

## История
Известна с 1795 года как выселок села Преображенское (ныне Чувашская Сорма) с 12 дворами. В 1858 году было учтено 105 жителей, в 1897—160, в 1926 — 37 дворов и 179 жителей, в 1939—196 жителей, в 1979—172. В 2002 году было 39 дворов, в 2010 — 38 домохозяйств. В 1929 году был образован колхоз «Сюмерть-касы», в 2010 действовало ГУП "ОПХ «Ударник».

## Население
Постоянное население составляло 112 человек (чуваши 100 %) в 2002 году, 119 в 2010.